# Clapton (음반)
| 전문가 평가          | 전문가 평가  |
| 총 점수              | 총 점수      |
| 출처                 | 점수         |
| -------------------- | ------------ |
| AnyDecentMusic?      | 6.1/10       |
| 평가 점수            |              |
| 출처                 | 점수         |
| Allmusic             | [ 2 ]        |
| Billboard            | (favourable) |
| Entertainment Weekly | C            |
| Los Angeles Times    | [ 5 ]        |
| PopMatters           | [ 6 ]        |
| Rolling Stone        | [ 7 ]        |

《Clapton》은 영국의 록 기타리스트이자 싱어송라이터인 에릭 클랩튼의 열여덟 번째 솔로 스튜디오 음반이다. 2010년 9월 27일, 영국에서, 그 다음날 미국에서 발매되었다.

## 배경
이 음반은 클랩튼이 J. J. 케일과 듀엣으로 《The Road to Escondido》 (2006년) 이후 4년 만에 내놓은 스튜디오 음반으로, 새로운 소재와 커버곡이 혼합된 음반이다. 클랩튼은 〈Rocking Chair〉와 〈When Somebody Thinks You're Wonderful〉과 같은 이 음반의 트랙을 라이브 투어에서 연주했다. 클랩튼은 "이 음반은 의도했던 것이 전혀 아니었습니다. 어떤 면에서는 그냥 내버려뒀기 때문에 의도했던 것보다 훨씬 낫습니다."

## 차트 퍼포먼스
《Clapton》은 2001년 《Reptile》 이후 가장 높은 차트인 영국 음반 차트에서 7위로 데뷔했다. 미국에서는 빌보드 200에 6위로 진입하여 차트에 오른 첫 주에 47,000장이 팔렸다. 이 음반은 오스트리아, 덴마크, 독일, 노르웨이, 스페인, 스웨덴, 스위스에서 상위 5위에 올랐다.

## 곡 목록
| #   | 제목                                      | 작사·작곡                                   | 재생 시간 |
| --- | ----------------------------------------- | ------------------------------------------- | --------- |
| 1.  | 〈Travelin' Alone〉                       | 멜빈 잭슨                                   | 3:56      |
| 2.  | 〈Rocking Chair〉                         | 호기 카마이클                               | 4:04      |
| 3.  | 〈River Runs Deep〉                       | J. J. 케일                                  | 5:52      |
| 4.  | 〈Judgement Day〉                         | 스누키 프라이어                             | 3:13      |
| 5.  | 〈How Deep Is the Ocean〉                 | 어빙 벌린                                   | 5:29      |
| 6.  | 〈My Very Good Friend the Milkman〉       | 조니 버크, 해럴드 스피나                    | 3:20      |
| 7.  | 〈Can't Hold Out Much Longer〉            | 리틀 월터                                   | 4:08      |
| 8.  | 〈That's No Way to Get Along〉            | 로버트 윌킨스                               | 6:07      |
| 9.  | 〈Everything Will Be Alright〉            | 케일                                        | 3:51      |
| 10. | 〈Diamonds Made from Rain〉               | 도일 브램홀 2세, 니카 코스타, 저스틴 스탠리 | 4:22      |
| 11. | 〈When Somebody Thinks You're Wonderful〉 | 해리 M. 우즈                                | 2:51      |
| 12. | 〈Hard Times Blues〉                      | 레인 하딘                                   | 3:45      |
| 13. | 〈Run Back to Your Side〉                 | 브램홀 2세, 에릭 클랩튼                     | 5:17      |
| 14. | 〈Autumn Leaves〉                         | 조제프 코스마, 조니 머서, 자크 프레베르     | 5:40      |

## 인증
| 국가                                                  | 인증 | 판매량/출하량 |
| ----------------------------------------------------- | ---- | ------------- |
| 브라질 (Pro-Música Brasil)                            | 골드 | 20,000*       |
| 캐나다                                                | —    | 5,100         |
| 덴마크 (IFPI Danmark)                                 | 골드 | 20,000^       |
| 프랑스 (SNEP)                                         | 골드 | 56,700        |
| 독일 (BVMI)                                           | 골드 | 100,000^      |
| 폴란드 (ZPAV)                                         | 골드 | 10,000*       |
| 미국                                                  | —    | 215,000       |
| *판매량을 기반으로 한 인증 ^출하량을 기반으로 한 인증 |      |               |